# Valescourt
Valescourt är en kommun i departementet Oise i regionen Hauts-de-France i norra Frankrike. Kommunen ligger i kantonen Saint-Just-en-Chaussée som tillhör arrondissementet Clermont. År 2022 hade Valescourt 298 invånare.

## Befolkningsutveckling
Antalet invånare i kommunen Valescourt
| Referens: INSEE |